# Cyrnellus collaris
Cyrnellus collaris är en nattsländeart som beskrevs av Oliver S. Flint Jr. 1971. Cyrnellus collaris ingår i släktet Cyrnellus och familjen fångstnätnattsländor. Inga underarter finns listade i Catalogue of Life.